# USS Albany (CL-23)
O USS Albany foi um cruzador protegido da Classe New Orleans produzido para a Marinha dos Estados Unidos. Viu serviço na Guerra Filipino-Americana e na Primeira Guerra Mundial.
Concebido como um cruzador de Classe Barroso comprado pela Marinha do Brasil e construído nos estaleiros Armstrong Whitworth, em Newcastle-upon-Tyne, foi lançado ao mar em 1897. Era idêntico aos cruzadores Almirante Barroso e Amazonas, construído também nos estaleiros ingleses. 
Foi-lhe dado o nome de Almirante Abreu em homenagem ao Tenente Joaquim Francisco de Abreu, comandante da canhoneira Belmonte na batalha do Riachuelo e combatente de outras ações navais na Campanha do Paraguai. Faleceu no posto de Almirante. Era natural do Rio Grande do Sul. 
Possuía o casco de aço com fundo duplo, tinha 119 compartimentos estanques e era forrado com madeira peroba de 175 mm, adaptada ao costado por meio de cavilhas de ferro galvanizado. 
Media 95,92 m de comprimento máximo, 86,67m de comprimento entre perpendiculares, 14,43 m de boca extrema, 14,03 m de boca moldada, 7,06 m de pontal, 6,02 m de calado máximo e tinha 4.537 t de deslocamento. Era armado com dez canhões Armstrong de tiro rápido de 152 mm, dois canhões de 120 mm e dez canhões menores, oito metralhadoras e oito tubos lança-torpedos. Sua propulsão era mista, sendo mastreado em galera com a superfície velica e equipado com máquinas construídas em Londres na Inglaterra. 
Eram duas máquinas alternativas a vapor inteiramente independentes, construídas nas Oficinas de Maudslay Sons & Field com o diâmetro dos cilindros maiores de 2.133 mm, dos médios de 1.397 mm e dos pequenos de 92 mm. Contava com sete caldeiras e 28 fornalhas. Em sua navegação normal as máquinas desenvolviam a força de 6.500 cv, e forçada 7.500 cv, atingindo uma velocidade de 17 nós. 
Foi vendido aos Estados Unidos quando já se achava entregue, com bandeira e guarnição brasileiras no dia 15 de março de 1898.  Por meio de um aviso de 19 de abril de 1898, publicado em ordem do dia número 86, de 20 de abril foi mandado lhe dar baixa.